# Nachtschicht – Wir sind die Polizei
Nachtschicht – Wir sind die Polizei ist ein deutscher Fernsehfilm von Lars Becker aus dem Jahr 2009. Der siebte Teil der ZDF-Krimiserie Nachtschicht wurde am 1. Oktober 2009 beim Filmfest Hamburg uraufgeführt und am 18. Januar 2010 erstmals im ZDF ausgestrahlt.
Das KDD-Team hat es dieses Mal mit drei verschiedenen Fällen zu tun, die am Ende der Nachtschicht alle miteinander verbunden sind.

## Handlung
Erich Bo Erichsen und Lisa Brenner vom Kriminaldauerdienst werden von besorgten Bürgern einer Sozialbauwohnung alarmiert. In dem benannten Wohnhaus angekommen, finden sie Blutspuren im Hauseingang und klingeln an der betroffenen Wohnungstür. Dort finden sie allerdings „nur“ einen privat gehaltenen Alligator, der mittlerweile 5 kg Fleisch am Tag benötigt, wodurch sich die Blutspuren erklären. Obwohl das Tier niemanden angegriffen oder verletzt hat, lässt es Erichsen ohne weitere Diskussion in eine Auffangstation bringen. Die Kriminalpsychologin Lisa Brenner wird bei dieser Gelegenheit von der kleinen Jennifer aus der Nachbarwohnung angesprochen, weil sie sich um ihre Mutter Rosa sorgt, die von ihrem Ex-Mann, Freddy Kunkel, geschlagen wurde. Rosa Diaz lehnt es jedoch ab, den Mann anzuzeigen.
Am anderen Ende der Stadt kontrollieren die Automechaniker Kraut und Hoppek als verkleidete Polizisten Fahrzeuge und kassieren zu schnelle Fahrer ab. Dabei fallen ihnen zwei als Frauen verkleideten Männer auf. Genau diese beiden, hinter denen sich der Kleinkriminelle Freddy Kunkel und sein Komplize Axelrod verbergen, überfallen kurz darauf den Luxusjuwelier de Keyser und rauben ihn aus. Als die Polizei benachrichtigt wird, sind die beiden mit Diamanten im Wert von 25 Millionen Euro und zwei Geiseln bereits auf der Flucht. Die zwei Mädchen lassen sie allerdings schon sehr bald wieder frei und schenken ihnen je einen der gerade gestohlenen Brillanten als Schmerzens- und Schweigegeld.
Die beiden falschen Polizisten werden inzwischen von der kleinen Jennifer angesprochen, als sie gerade eine Pause in einem Imbiss einlegen. Sie bittet sie, wie zuvor schon Lisa Brenner, ihre Mutti zu schützen, denn Freddy Kunkel bedrängt gerade wieder seine Ex-Frau, zu ihm zurückzukehren. Kraut und Hoppek müssen notgedrungen ihre Rolle weiterspielen und folgen dem Mädchen nach Hause. Dort erwartet sie eine böse Überraschung, denn Kunkel schießt auf die beiden, als diese sich der Wohnung nähern. Hoppek wird dabei tödlich getroffen. Das alarmierte KDD-Team trifft ein und erkennt schon bald, dass Kunkel der gesuchte Juwelenräuber ist. Dieser droht, ein Blutbad anzurichten, wenn sie ihn nicht in Ruhe ließen. Lisa Brenner versucht, ihn zu beruhigen und auch Zeit zu gewinnen. Erichsen kann derweil Jennifer von der Nachbarwohnung aus in ihrem Kinderzimmer erreichen und sie in Sicherheit bringen. Anschließend dringt er weiter bis zu Kunkel durch und nimmt ihn fest. Auf der Suche nach seinem Komplizen kann schon bald Axelrod identifiziert werden. Dabei stellt sich heraus, dass die als Geisel genommene Verkäuferin Elaine seine Freundin ist und den beiden den Tipp mit dem Überfall gegeben hatte. Elaine wird daraufhin verhaftet und verrät beim Verhör Axelrods Hehler. Beim Zugriff beim Hehler Orloff nimmt Axelrod einen Polizisten als Geisel und erschießt Orloff, um seiner Drohung Nachdruck zu verleihen, daraufhin wird er von Erichsen erschossen. Nachdem sich herausgestellt hat, dass die beiden vermeintlichen Kollegen nicht echt waren, bittet der Polizeipräsident darum, über diese peinliche Angelegenheit so lange wie möglich Stillschweigen zu bewahren. Kraut kommt allerdings nicht um eine Anzeige wegen Amtsanmaßung herum.

## Rezeption

### Einschaltquoten
Bei der Erstausstrahlung am 18. Januar 2010 wurde der Film in Deutschland von 6,45 Millionen Zuschauern gesehen, was einem Marktanteil von 18,7 Prozent entsprach. 

### Kritiken
Rainer Tittelbach von tittelbach.tv meinte: „‚Nachtschicht‘ ist die innovativste deutsche Krimi-Reihe der 2000er Jahre. Das 24-Stunden-Erzählprinzip hat sich kein bisschen abgenutzt. Es ist die originelle Art und Weise, wie die verschiedenen Geschichten miteinander verwobenen werden, die den besonderen Reiz des 7. KDD-Einsatzes ausmacht. Packend, komisch, überdreht. Und Barbara Auer lächelt.“
Die Kritiker der Fernsehzeitschrift TV Spielfilm waren der Meinung: „Trotz Härten geht's hier meist humorvoll zu.“ Fazit: „Wenig Realismus, aber jede Menge Spaß“.

### Auszeichnungen
- Nominierung für den Grimme-Preis 2011[3]